# Xã Garden, Quận Boone, Iowa
Xã Garden (tiếng Anh: Garden Township) là một xã thuộc quận Boone, tiểu bang Iowa, Hoa Kỳ. Năm 2010, dân số của xã này là 1.077 người.